# Sant Pere del Tarter
Sant Pere del Tarter és una església que està situada en un trencall de la carretera general 3, entre les poblacions de Ransol i Soldeu, en la zona d'urbanitzacions del Tarter (parròquia de Canillo, principat d'Andorra). Aquest espai correspon a un antic poble, constituït per cases disperses conegut com a Prada Redó i l'església queda arran de l'antic camí ral que anava de Canillo a Soldeu. Va ser construïda al segle xvi el que és atestat en una autorització atorgada pel bisbe d'Urgell Joan Despés el 22 de març de 1527. En l'edifici hi ha gravada la data 1545 que probablement correspon a l'acabament de les obres. Va ser restaurada l'any 1966.

## Descripció
Es tracta d'una església de planta rectangular amb un absis quadrat que no s'aprecia des de l'exterior. La coberta és de dos vessants, de fusta i llosa de pissarra, sobre entramat de fusta, excepte a l'absis, cobert per una volta de canó.

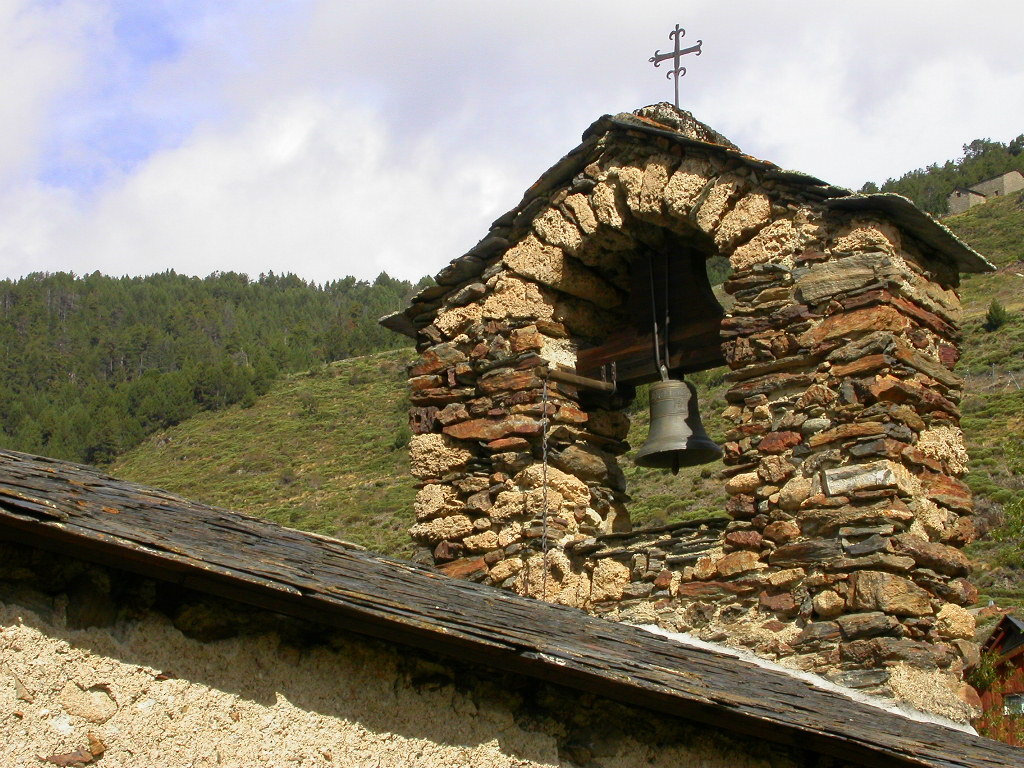
L'espadanya

Els murs estan construïts amb pedres irregulars d'origen local, de les quals només estan lleugerament treballades les dels angles. Les façanes laterals i posterior tenen el parament a la vista, mentre que la façana principal es conserva l'arrebossat de calç. Aquesta està orientada al nord-oest, de cara a l'antic camí, en ella s'obre l'única porta d'accés a l'edifici, situada en posició central i flanquejada per dues finestres. Totes tres obertures estan rematades per un arc rebaixat i emmarcades per un arrebossat lliscat de major qualitat que la resta. Una tercera finestra, quadrangular, s'obre a l'alçada del cor. Per sobre de la façana sobresurt el campanar que és d'espadanya senzilla amb arc de mig punt.